# Club Atlético Progreso de Estación Atlántida
El Club Atlético Progreso, conocido como Progreso de Atlántida, es un club deportivo fundado el 12 de diciembre de 1956, con sede en Estación Atlántida, Canelones, Uruguay.
Actualmente disputa la Liga Regional de Soca. Máximo ganador del trofeo Copa de Campeones del Sector Canelones Interior con 11 conquistas y tricampeón vigente de la Liga Regional Soca.

## Historia[1]
El Club Atlético Progreso fue fundado el 12 de diciembre de 1956 en la peluquería de Miguel "el Chaval" Hernández, en Estación Atlántida.
En aquella jornada se encontraban reunidos Raúl Francisco "Cholo" González, Delmiro Hernández, Diego Fuentes y el propio Miguel Hernández, y deciden formar un equipo de fútbol.
A la hora de elegir un nombre surgieron tres posibles. Miguel Hernández sugirió ponerle "Los Chavales" en honor a su apodo. El "Cholo" González quería bautizarlo "Unión Obrera", el mismo nombre de otro equipo de Piriápolis que él mismo había fundado y Diego Fuentes fue quien propuso el nombre "Progreso", finalmente adoptado.
Los colores amarillo y negro de su camiseta están inspirados en los típicos utilizados en las barreras y otros elementos ferroviarios.
El "Cholo" González fue el técnico de la oncena que disputó el primer partido jugado contra un equipo improvisado formado por trabajadores de los hornos de ladrillo en Solís Chico.

## Palmarés
| Torneos Departamentales                        | Torneos Departamentales | Torneos Departamentales |
|                                                | Títulos                 |                         |
| ---------------------------------------------- | ----------------------- | ----------------------- |
|                                                |                         |                         |
| Liga Canelones del Este (Departamental) (11):  |                         |                         |
| Liga Deportiva Regional de Soca de Fútbol (3): | (2021, 2022, 2023)      |                         |

## Estadio
El 14 de junio de 1992 el Club inaugura su Estadio Propio, con capacidad para 1.500 espectadores. El es conocido como "Estadio de Progreso".
El 29 de junio de 2022 se disputa en este Estadio el primer partido en el cual un club perteneciente a la OFI actúa de local en su propio recinto ante un equipo de la AUF por la Copa AUF Uruguay, con el enfrentamiento entre Progreso  y Alto Perú de la Tercera División de Uruguay.

### Copa Uruguay
| Copa AUF Uruguay 2022 | Fase Previa | 1 | 0 | 0 | 1 | 0 | 2 | -1 |
| Total                 |             | 1 | 0 | 0 | 1 | 2 | 3 | -1 |